# Reyal Urbis
Reyal Urbis, S.A. ist eine spanische Immobiliengesellschaft mit Hauptsitz in Madrid. Sie entstand 2007 aus den Zusammenschluss der Unternehmen Inmobiliaria Urbis und Construcciones Reyal. Im Jahr 2007 erwirtschaftete Reyal Urbis einen Umsatz in Höhe von 1,561 Milliarden Euro.
Im Verlauf des Platzens der spanischen Immobilienblase seit 2007 musste das Unternehmen im Februar 2013 Insolvenz anmelden.
Die Steuerschuld von Reyal Urbis gegenüber dem spanischen Fiskus beträgt inzwischen 368,6 Millionen Euro (2016).
Im Januar 2018 kam es zu einem Delisting von der Madrider Börse.